# Ojciec Giovanni – Jan XXIII
Ojciec Giovanni − Jan XXIII (wł. Papa Giovanni − Ioannes XXIII) − włoski film telewizyjny z 2002, w reż. Giorgia Capitaniego, z muzyką Marco Frisiny, opowiadający o życiu papieża Jana XXIII.
W rolę papieża wcieliło się dwóch aktorów: Massimo Ghini (lata 20 do 60) oraz Edward Asner (lata 60 do 81).

## Fabuła

### Pierwsza część
Wenecja rok 1958: Angelo Roncalli jest patriarchą weneckim, dowiaduje się o śmierci papieża Piusa XII. Podczas podróży na konklawe do Rzymu wspomina momenty z życia: matkę, rodzinny dom, ubogie dziedziństwo, chwile, w których odkrywał swoje powołanie. Przebywający w Rzymie kardynałowie zaciągają języka w sprawie osoby kardynała z Wenecji. Wymieniają poglądy na temat wydarzeń, które miały miejsce w 1909 w Bergamo. Młody ks. Roncalli razem z biskupem Radini Tedeschim asystowali strajkujących. Duchowni zostali uznani za socjalistów i przesłuchani. Biskup podarował robotnikom swój pierścień. Proces przeciwko Roncallemu i jego biskupowi został rychło zaniechany.
Don Roncalli w 1915 w czasie I wojny światowej służył jako kapelan. W 1925 zostaje nominowany biskupem. Wyjeżdża do Bułgarii, gdzie dochodziło do spięć pomiędzy prawosławnymi i katolikami. Po trzęsieniu ziemi, które nawiedziło tereny zamieszkane przez ludność prawosławną, bp Roncalli zaoferował pomoc materialną, w wyniku czego stosunki między obu wspólnotami uległy znacznej poprawie. Z powodu długów delegatury papieskiej, jeden z greckich lichwiarzy, chciał przejąć dobra kościelne. Roncalli zaproponował mu w zamian swój pierścień biskupi. Z Rzymu przybył monsignor Mazzoli, gdyż uznano, że Roncalli nie dawał sobie rady. Owocem jego pracy nie były bowiem przejścia na katolicyzm. Podczas odjazdu z Bułgarii przyszłego biskupa Wenecji i Rzymu żegnali bracia prawosławni, wdzięczni za pomoc udzieloną po trzęsieniu ziemi.
W 1944 Roncalli pracował w Turcji. Gdy Niemcy zatrzymali pociąg wypełniony Żydami, szukającymi okazji, by zbiec do Ziemi Świętej, biskup wykorzystał znajomość z ambasadorem III Rzeszy. Od tego momentu datowała się jego znajomość z Sarą i Gadem Levimi, których spotkał po wojnie w Rzymie. Roncalli przyczynił się do uratowania setek Żydów. W 1945 Pius XII wysłał Roncallego jako dyplomatę do Paryża, gdzie miał zapobiec wygnaniu grupy trzydziestu biskupów przeciwnych polityce De Gaulle’a. W wyniku działań bpa Roncallego wydaleni zostali tylko trzej. Pierwsza część filmu kończy się scenami z konklawe, podczas którego 28 października 1958 wybrano papieża Jana XXIII.

### Druga część
Nowy papież zostaje nazwany „przejściowym”. Jan XXIII nie zraża się tym i podejmuje reformę urzędów watykańskich. Nie oszczędza struktur finansowych Państwa Watykańskiego. Papież spotyka się z mediatorem pracującym nad polepszeniem stosunków między Stanami Zjednoczonymi i Związkiem Radzieckim. Zostaje poinformowany, iż Sowieci wznoszą Mur Berliński. W filmie przedstawione zostało zainteresowanie papieża osobą ukraińskiego biskupa greckokatolickiego, którego Rosjanie uwięzili w gułagu na Syberii.
Jako pierwszy nowożytny papież Jan XXIII wystąpił w telewizji, w dzień Bożego Narodzenia wybrał się do szpitala, by odwiedzić przebywające w nim dzieci. Odwiedził też rzymskie więzienie Regina Coeli, by pozdrowić więźniów. Dzięki wstawiennictwu papieża dziewczyna z okolic Bergamo Maria przekonała swojego proboszcza, by pobłogosławił jej małżeństwu z chłopakiem komunistą. Wśród nowych nominowanych kardynałów znaleźli się biskupi spoza Europy. W końcu zakomunikował, iż chce zwołać sobór ekumeniczny, na którym miały być dyskutowane problemy współczesnego świata.
Ostatnimi aktami życia dobrego papieża przedstawionymi w filmie było zwołanie Soboru Watykańskiego II, wysłanie swojego przedstawiciela w obliczu konfliktu pomiędzy USA i ZSRR, przyjęcie córki pierwszego sekretarza KPZR w Watykanie oraz publikacja encykliki Pacem in terris. W ostatniej scenie filmu mały Angelo Roncalli i dorosły papież Jan XXIII wędrują za rękę do nieba.

## Obsada
W filmie wystąpili:
- Edward Asner jako Jan XXIII
- Massimo Ghini jako Angelo Roncalli
- Claude Rich jako kard. Ottaviani
- Michael Mendl jako kard. Tardini
- Franco Interlenghi jako bp Radini Tedeschi
- Sydne Rome jako Rada N. Adżubiej
- Roberto Accornero jako kard. Dell’Acqua
- Jacques Sernas jako kard. Feltin
- Paolo Gasparini jako Loris Capovilla
- Ivan Bacchi jako Gusso
- Bianca Guaccero jako Maria, panna młoda
- Heinz Trixner jako Franz von Papen
- Sergio Fiorentini jako don Rebuzzini
- Emilio De Marchi jako wujek Zaverio
- Guido Roncalli jako o. Kurteff
- Vincenzo Bellanich jako kard. Siri
- Alvaro Piccardi jako bp Samoré
- Tosca D’Aquino jako matka
- Petra Faksova jako siostra Ivana
- Anna Valle jako Rosa
- Nino Fuscagni (w napisach jako Serafino Fuscagni) jako komentator

## Przyjęcie przez widzów
Premiera telewizyjna miała miejsce 21 i 22 kwietnia 2002 na włoskim kanale Rai 1. Później obraz został powtórzony przez TV2000. Na kanale Rai 1 w pierwszy wieczór film obejrzało 11.680.000 widzów, co stanowiło 43.54% widowni telewizyjnej we Włoszech. Drugą część obejrzało 14.680.000 widzów, co stanowiło 51.44% widowni.